# Агабабян, Сурен Бардухович
Сурен Бардухович Агабабян (арм.  Սուրեն Բարդուղի Աղաբաբյան; 22 января 1922, Караклис — 19 марта 1986, Ереван) — армянский советский литературный критик, литературовед,  журналист, доктор филологических наук (1963), профессор (1969), заслуженный деятель науки СССР (1974), лауреат Государственной премии Армянской ССР 1979 года.

## Биография
В 1944 году окончил факультет европейских языков и литературы Ереванского государственного университета . В 1945-1948 годах продолжил учёбу в аспирантуре литературного института имени Манука Абегяна. В 1945-1951 годах работал в редакции газеты «Авангард» заведующим отделом, заместителем редактора, ответственным секретарём. В 1950-1951 годах — заведующий отделом критики журнала «Советская литература». В 1954-1986 годах был заведующим отделом советской литературы Института литературы имени Манука Абегяна Армянской академии наук.
Член КПСС с 1949 года. Член Союза писателей СССР с 1949 г. Автор монографических работ об А. Бакунце (1963, на русском языке 1965), Егише Чаренце, сборников критических статей «Отклики» (1963), «Современность и литература» (1965), многих статей по современной армянской литературе. Один из авторов «Истории армянской советской литературы» (т. 1—2, 1961—1965, на русском языке 1966).
Написал учебник «Армянская советская литература» для 10-го класса средней школы (1969-1986). Им написаны главы, посвящённые армянской литературе, в первом и третьем томах шеститомника «История советской многонациональной литературы» (1970, русский язык). В 1976 году в Москве на русском языке был издан его учебник для высших учебных заведений «Армянская литература» (в соавтор.). В 1980 году в Ереване на русском языке вышел его сборник критических очерков «Характеристики и стили армянской литературы».
Похоронен на Нубаршенском (Советашенском) кладбище.